# Chiesa dell'Addolorata (Breggia)
La chiesa dell'Addolorata è un edificio religioso che si trova a Scudellate, frazione del comune di Breggia, in Canton Ticino.

## Storia
Eretta nel XVII secolo, venne completamente ricostruita da Giuseppe Fontana tra il 1801 e il 1802, su progetto di Simone Cantoni. Dedicata all'Addolorata e a Sant'Antonio da Padova, nel 1813 acquisì i diritti parrocchiali. Fino al 1928 servì da edificio religioso non solo per gli abitanti di Scudellate, ma anche per quelli di Erbonne.

## Descrizione
La chiesa ha una pianta ad unica navata, affiancata da due cappelle laterali e sormontata da un soffitto a volta.